# Эвретвейт, Эйстейн
Эйстейн Эвретвейт (норв. Øystein Øvretveit; род. 25 июня 1994, Берген) — норвежский футболист, вратарь клуба «Йерв».

## Клубная карьера

### Ранние годы
Эвретвейт начал свою юношескую карьеру в своём местном клубе «Телавог», а позже играл за команду «Скогсвог». В преддверии сезона 2009 он вступил в молодёжную систему «Бранна». 9 февраля 2011 года он подписал профессиональный контракт с «красными», который позволил ему играть в матчах национального чемпионата и кубка. Успешный год с молодёжной командой завершился победой в чемпионате Норвегии среди юношей до 19 лет.
18 ноября 2011 года Эвретвейт был исключён из тренировок на неопределённый срок после того, как врачи обнаружили нерегулярное сердцебиение при плановых кардиологических проверках. Несмотря на то, что он не был уверен, есть ли у него будущее в футболе, 19 января 2012 года врачи разрешили ему тренироваться снова, когда было обнаружено, что его проблема носит временный характер.

### Профессиональная карьера
В сезона 2012 Эвретвейт зарекомендовать себя как лучший вратарь дубля «Бранна». Из-за травмы запасного вратаря Йоргена Мохуса, Эвретвейт начал сезон 2012 на скамейке запасных. Травма Петра Лецеевского в матче против «Русенборга» позволила Эвретвейту выйти на замену в первом тайме и дебютировать на профессиональном уровне. Он стал самым молодым вратарем «Бранна» в Премьер-лиге, отобрав рекорд у своего тренера вратарей Дэна Рииснеса.
16 мая Лецеевский снова получил травму и Эвретвейт заменил его в игре против «Согндала». В следующем матче против «Олесунна» он впервые начал игру в чемпионате в стартовом составе. Несмотря на то, что он пропустил два гола, его выступление было высоко оценено тренером соперника Хьетилем Рекдалом.
14 июня 2013 года на правах аренды Эвретвейт присоединился к «Варду Хёугесунн» на один месяц, где за время своего пребывания сыграл три матча в Первом дивизионе.
В 2015 на правах аренды Эвретвейт присоединился к «Нест-Сотре», а уже в следующем году присоединился к клубу на постоянной основе

## Клубная статистика
| Клуб                    | Сезон      | Лига            | Лига  | Лига | Кубок | Кубок | Другое | Другое | Итог  | Итог |
| Клуб                    | Сезон      | Дивизион        | Матчи | Голы | Матчи | Голы  | Матчи  | Голы   | Матчи | Голы |
| ----------------------- | ---------- | --------------- | ----- | ---- | ----- | ----- | ------ | ------ | ----- | ---- |
| Бранн                   | 2012       | Элитсерия       | 5     | 0    | 0     | 0     | —      | —      | 5     | 0    |
| Бранн                   | 2013       | Элитсерия       | 0     | 0    | 0     | 0     | —      | —      | 0     | 0    |
| Бранн                   | 2014       | Элитсерия       | 2     | 0    | 0     | 0     | 2      | 0      | 4     | 0    |
| Бранн                   | Итог       | Итог            | 7     | 0    | 0     | 0     | 2      | 0      | 9     | 0    |
| Вард Хёугесунн (аренда) | 2013       | Первый дивизион | 3     | 0    | 0     | 0     | —      | —      | 3     | 0    |
| Нест-Сотра (аренда)     | 2015       | Первый дивизион | 26    | 0    | 1     | 0     | —      | —      | 27    | 0    |
| Нест-Сотра              | 2016       | Второй дивизион | 26    | 0    | 4     | 0     | —      | —      | 30    | 0    |
| Саннефьорд              | 2017       | Элитсерия       | 1     | 0    | 2     | 0     | —      | —      | 3     | 0    |
| Йерв                    | 2018       | Первый дивизион | 30    | 0    | 1     | 0     | —      | —      | 31    | 0    |
| Йерв                    | 2019       | Первый дивизион | 18    | 0    | 0     | 0     | —      | —      | 18    | 0    |
| Йерв                    | 2020       | Первый дивизион | 30    | 0    | —     | —     | —      | —      | 30    | 0    |
| Йерв                    | 2021       | Первый дивизион | 30    | 0    | 0     | 0     | 2      | 0      | 32    | 0    |
| Йерв                    | 2022       | Элитсерия       | 6     | 0    | —     | —     | —      | —      | 6     | 0    |
| Итог                    | Итог       | 114             | 0     | 1    | 0     | 2     | 0      | 117    | 0     |      |
| Общий итог              | Общий итог | Общий итог      | 177   | 0    | 8     | 0     | 4      | 0      | 189   | 0    |

1. ↑  Матчи в плей-офф за сохранения места в Высшем дивизионе
2. ↑  Матчи в плей-офф за повышение в Высший дивизион